# Panavia Tornado ADV
El  Panavia Tornado ADV  (sigles de  Air Defence Variant, en català: Variant de Defensa Aèria) és una versió del Panavia Tornado desenvolupada com a caça interceptor per la companyia British Aerospace per a la Royal Air Force. L'ADV realitzar el seu primer vol el 27 d'octubre de 1979 i va entrar en servei l'any 1986. És una aeronau bimotor de llarg abast, originalment dissenyada per interceptar bombarders soviètics davant la possibilitat que arribessin des de L'est per atacar el Regne Unit. El Tornado ADV també va ser produït per la Real Força Aèria Saudita i l'Aeronautica Militare Italiana.
A principis del segle xxi ha començat a ser reemplaçat pel Eurofighter Typhoon en les tres forces aèries en què presta servei. El Tornado ADV va ser retirat de servei amb la Royal Air Force el 22 de març de 2011 després de ser completament reemplaçat per l'Eurofighter Typhoon.

## Desenvolupament

### Origen
La variant ADV (Air Defence Variant, Variant de Defensa Aèria) del Panavia Tornado va ser desenvolupada per complir amb un requeriment de la RAF (Air Staff Requirement 395 o ASR 395) d'un interceptor de llarg abast per reemplaçar als models Lightning F.6 i Phantom FGR.2. Als inicis del projecte MRCA el 1968, el Regne Unit ja tenia la intenció de desenvolupar el Tornado en la funció d'interceptor. El seu desenvolupament va ser aprovat el 4 de març de 1976, sent British Aerospace l'empresa encarregada. Aquest mateix any es van descobrir temptatives d'espionatge de la Unió Soviètica sobre el caça en desenvolupament. El primer prototip va ser presentat a l'Aeròdrom de Warton el 9 d'agost de 1979 i va volar per primer cop el 27 d'octubre de 1979.

### Prototips

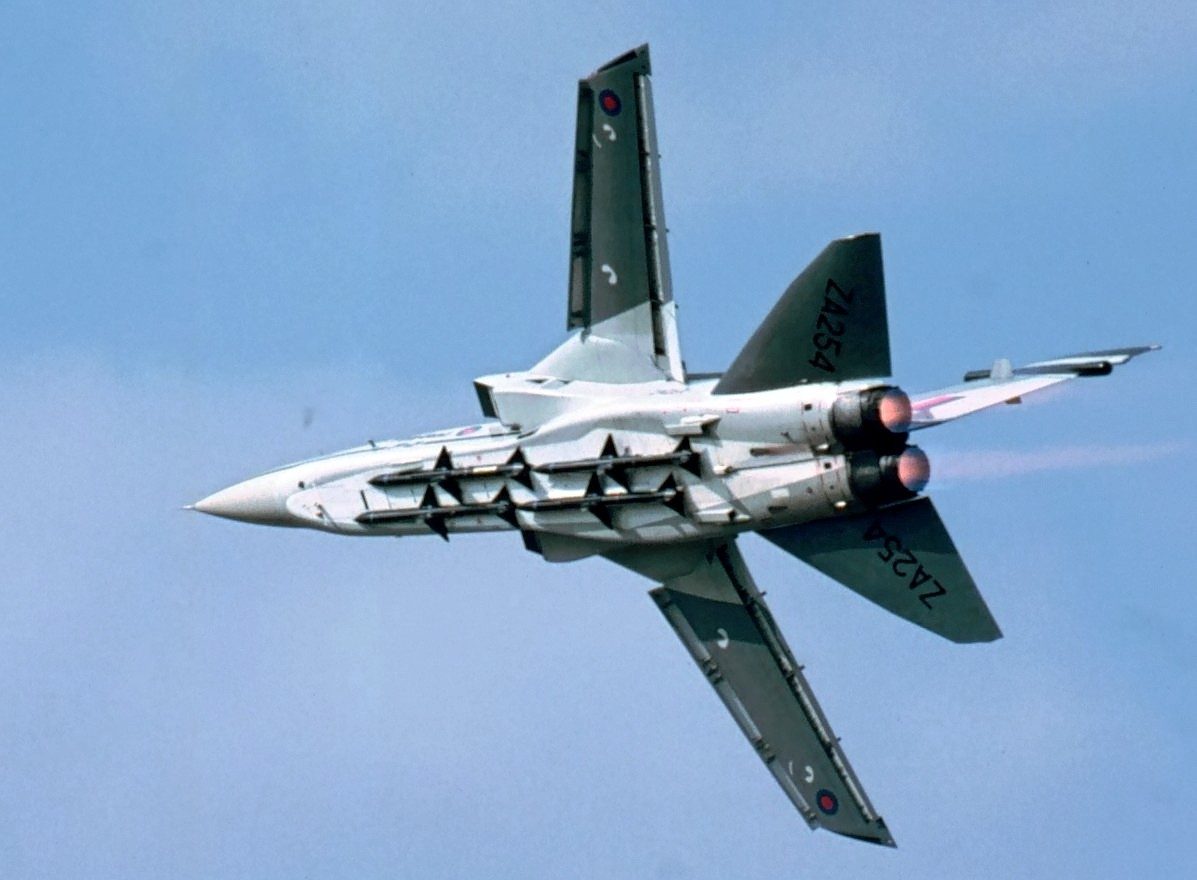
Prototip A.01 ZA254 del Tornado ADV volant el setembre de 1980 amb míssils Skyflash.

Regne Unit va produir tres prototips de la versió ADV sota la designació de versió F.2, les seves matrícules eren ZA254, ZA267 i ZA283. El primer a volar, el A.01 ZA254, ho va fer el 27 d'octubre de 1979 amb David Eagles com a pilot de proves i Roy Kenward com a observador de prova en vol. A continuació es va fer una comanda inicial de 18 avions F.2, però durant la seva producció es va acabar una nova versió del motor RB199. Aquesta nova versió va incorporar una tovera més gran que produïa una empenta significativament major. Aquest motor va ser designat RB199-34R Mk 104. Els sis primers F.2 produïts eren d'entrenament, designats F.2T. El nou motor era aproximadament 35 centímetres més llarg que el Mk 103 i l'avió requeria una modificació de l'estructura abans de poder-lo instal·lar. El prototip A.02 ZA267 va ser el primer exemplar a volar utilitzant els nous motors i, per tant, es va convertir en el prototip de la versió F.3.

## Disseny
Durant el desenvolupament del Tornado, la seva competència en el combat aeri es va posar en dubte pel fet que l'avió té una maniobrabilitat i agilitat inferior en comparació amb caces de superioritat aèria com el McDonnell Douglas F-15 Eagle estatunidenc. No obstant, el Tornado no estava destinat al combat aeri tancat sinó que seria un caça de patrulla aèria de combat de gran autonomia per contrarestar l'amenaça dels bombarders soviètics durant la Guerra Freda. En comparació amb el Tornado IDS, l'ADV té un 80% de peces comunes, ofereix una major acceleració supersònica, té un fuselatge més estret per portar míssils aire-aire, i major capacitat de combustible, el ADV només té un canó intern, i inclou el radar de intercepció aèria Foxhunter amb un nou equip de programari.

### Sistemes d'armes

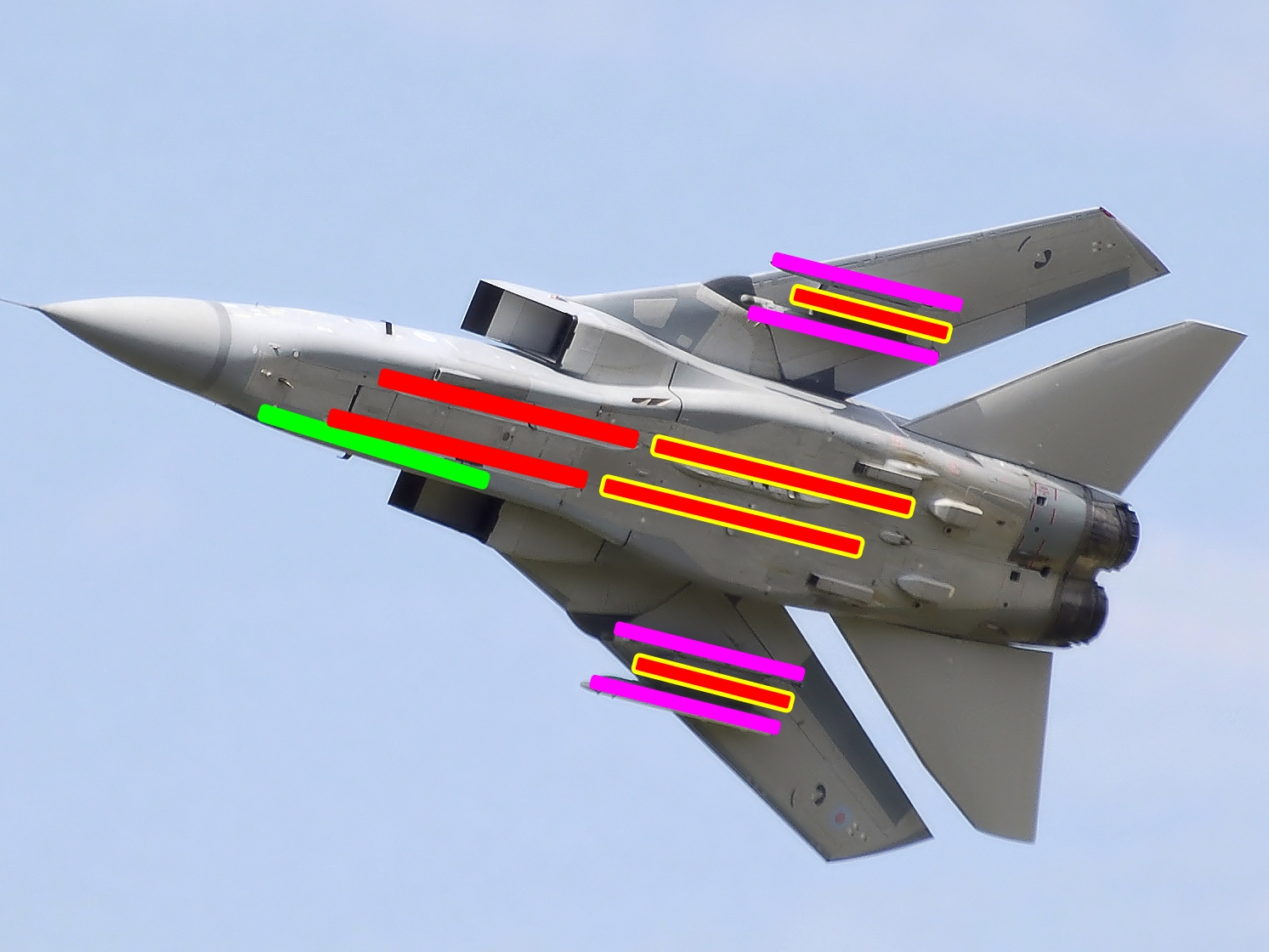
Pilons d'ancoratge.
Amb capacitat per dipòsits de combustible.
Llançadors de míssils aire-aire.
Posició del canó intern.

L'armament intern del Tornado ADV consisteix en un canó automàtic Mauser BK-27, de calibre 27 mm, que està ubicat al lateral dret de la part baixa del fuselatge frontal de l'avió i disposa d'una munició de 180 projectils.
A l'exterior el F.3 disposa de fins a 10 punts d'ancoratge. Sota el fuselatge té 4 punts d'ancoratge conformats per míssils aire-aire de mitjà/llarg abast. Sota les ales té 2 pilons mòbils (per contrarestar el moviment de les ales) i 4 llançadors de míssils aire-aire de curt abast acoblats als laterals dels pilons. En aquests suports pot carregar un conjunt de míssils aire-aire i un màxim de 4 dipòsits de combustible externs (2 en els pilons subalars en missió de combat i 2 addicionals sota el fuselatge prescindint de míssils per vol en ferri). Amb la modernització EF.3 també pot dur el míssil antiradiació ALARM.
| Míssils aire-aire       |                                    |
| De curt abast           | AIM-9L Sidewinder · AIM-132 ASRAAM |
| De mig/llarg abast      | Skyflash · AIM-120 AMRAAM          |
| Míssils aire-superfície |                                    |
| Míssils antiradiació    | ALARM(EF.3)                        |

## Variants

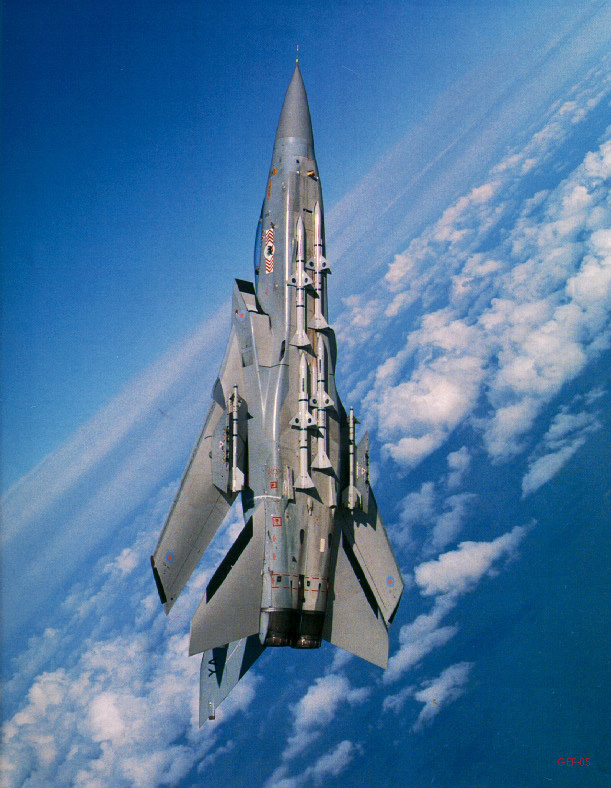
Un Tornado F.3 de la RAF armat amb míssils.

### Tornado F.2
El Tornado F.2 va ser la versió inicial del Tornado ADV en servei amb la Royal Air Force. El seu primer vol es va produir el 5 de març de 1984 i van ser fabricats 18 aparells en aquesta versió. Estava propulsat pels mateixos motors RB199 Mk.103 usats pel Tornado IDS. Es van descobrir problemes greus amb el radar Foxhunter, que van provocar que l'avió fos lliurat amb llast de plom i formigó instal·lat al morro com a mesura interina fins que pogués ser equipat amb l'equip de radar. El llast va ser sobrenomenat Blue Circle, joc de paraules que feia referència a la nomenclatura dels Codis Rainbow, que llavors amb la marca britànica de ciment anomenada Blue Circle.

### Tornado F.2A
F.2 actualitzat a l'estàndard F.3, però mantenint els motors del F.2, només un avió es va quedar en aquesta versió.

### Tornado F.3
El Tornado F.3 realitzar el seu primer vol el 20 de novembre de 1985. Va incloure la versió de motors RB.199 Mk.104, que estava optimitzada per a ús a gran altitud amb toveres de postcombustió més grans que proporcionaven un major empenta. Altres millores sobre F.2 eren la capacitat per portar quatre míssils Sidewinder sota les ales en comptes de dos, i un control de rotació d'ales automàtic.

### Tornado EF.3
L'última modernització, no divulgada fins a principis de 2003, va ser la integració del míssil antiradiació ALARM per poder dur a terme missions de supressió de defenses aèries enemigues (SEAD).  Els receptors d'alerta radar que ja equipaven els F.3 constituir la base d'un efectiu sistema localitzador d'emissions usat per localitzar antenes de radar. Els avions modificats van rebre la designació  Tornado EF.3 , i van ser lliurats a l'11è Esquadró de la RAF.

## Operadors

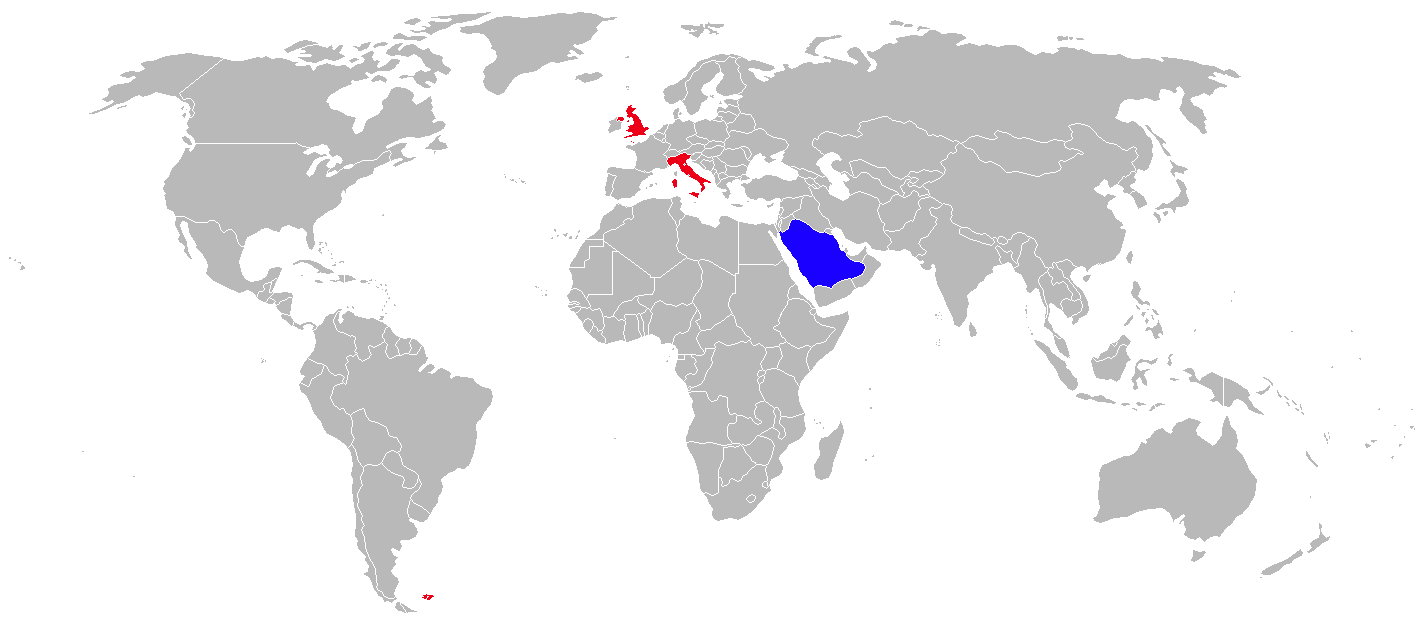
Operadors actuals.
Antics operadors.

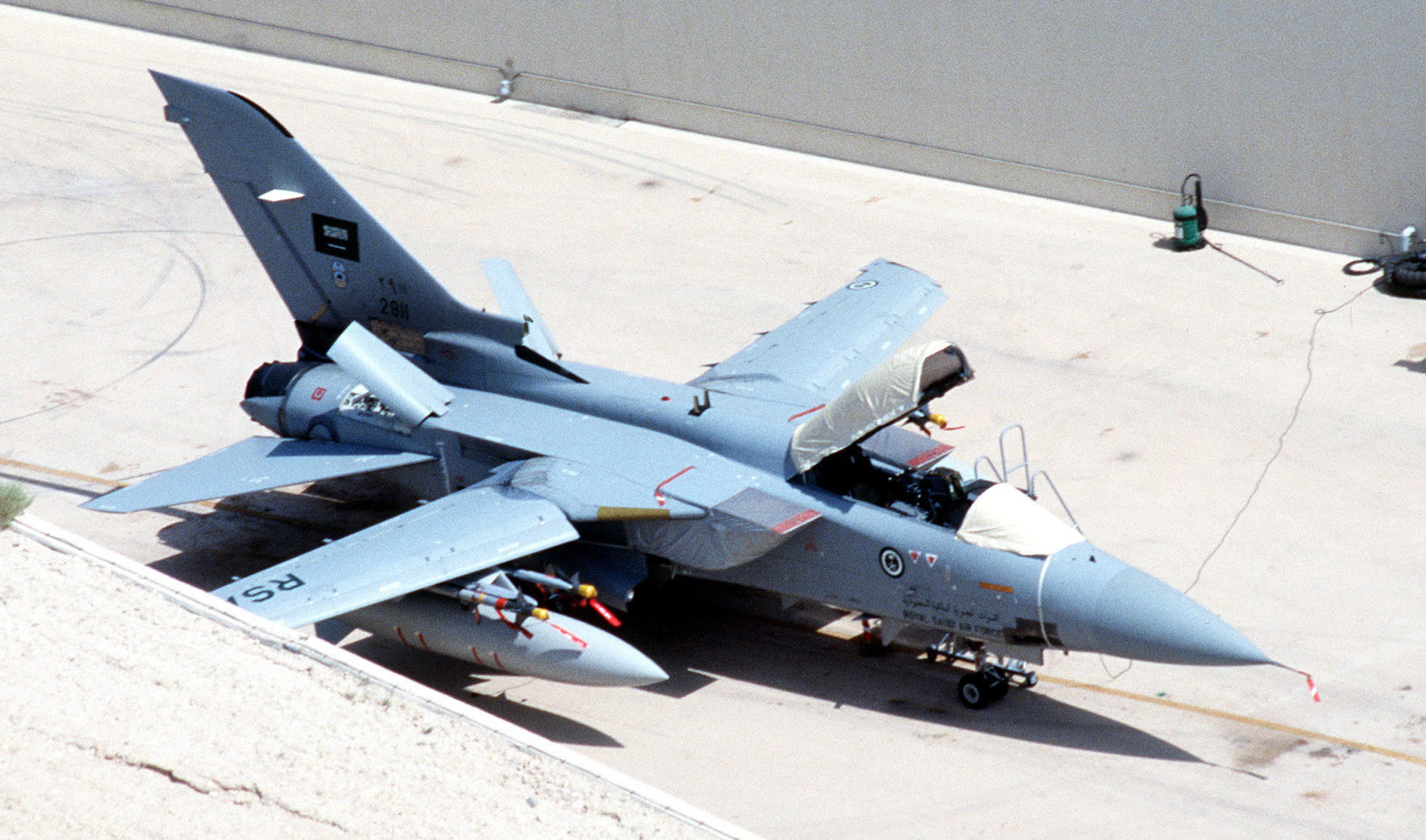
Un Tornado F.3 de la Força Aèria Reial Saudita durant la Guerra del Golf.

Després que el març de 2011 fos retirat en l'últim Esquadró de la Royal Air Force que encara l'operava, actualment el Tornado ADV només segueix en servei en la Força Aèria Reial Saudita.
 Aràbia Saudita
- Força Aèria Reial Saudita
  - 29è Esquadró (1989-actualitat)

 Itàlia
- Aeronautica Militare Italiana. Van ser arrendats 24 F.3 procedents de la RAF per un període de deu anys com a reemplaçament provisional de l'obsolet Aeritalia F-104S mentre no entrava en servei l'Eurofighter Typhoon. [11]
  - 12º Gruppo, 36º Stormo, (1995-2003)
  - 21º Gruppo, 53º Stormo (1995-2001)

 Regne Unit
- Royal Air Force
  - 5è Esquadró - RAF Coningsby (1987-2003)
  - 11è Esquadró - RAF Leeming (1988-2005)
  - 23è Esquadró - RAF Leeming (1988-1994)
  - 25è Esquadró - RAF Leeming (1989-2008)
  - 29è Esquadró - RAF Coningsby (1987-1998)
  - 43è Esquadró - RAF Leuchars (1989-2009)
  - 56è Esquadró - RAF Coningsby i RAF Leuchars (1992-2008) (Unitat de conversió operacional)
  - 111è Esquadró - RAF Leuchars (1990-2011)
  - 65è Esquadró - RAF Coningsby (1984-1992) (Unitat de conversió operacional)
  - 1435º Flight - RAF Mount Pleasant (1992-2009)

## Especificacions (Tornado F.3)
Dades de Jane's All The World's Aircraft 1993–94,
Característiques generals
- Tripulació: 2
- Longitud: 18,68 m
- Envergadura: (Ala de geometria variable)
  - Amb ala a 25°: 13,91 m
  - Amb ala a 67°: 8,60 m
- Alçada: 5,95 m
- Superfície de l'ala 26,60 m²
- Pes buit: 14.500 kg
- Pes màxim d'enlairament: 27.986 kg
- Motor: 2× Turboventilador Turbo-Union RB199-34R 
  - Impuls normal: 40,5 kN  cada un
  - Impuls amb postcremador: 73,5 kN cada un

 Rendiment 
- Velocitat màxima: 1.480 km/h (800 nusos) Mach 2,2
- Radi de combat: més de 1.853 km  (a velocitat subsònica), més de 556 km a velocitat supersònica
- Abast en trasllat: 4.265 km[13]  amb 4 dipòsits externs
- Autonomia: 2 hores en patrulla de combat a 560–740 km de la base
- Sostre de servei: 15.240 m[14]

Armament

- Metralladores: 1 canó automàtic de calibre 27 mm Mauser BK-27 amb 180 trets (amb muntatge al fuselatge, a babord, en comparació amb els 2 canons BK-27 que equipa el Tornado IDS)
- Punts forts: 10 en total (4 semi-adossats al fuselatge, 2 sota el fuselatge i 4 subalars amb una càrrega màxima total de 9.000 kg. Els 2 suports alars interiors tenen cadascun 2 carrils addicionals per al llançament de míssils aire-aire de curt abast
- Míssils:

4× AIM-9 Sidewinder o AIM-132 ASRAAM
4× British Aerospace Skyflash o AIM-120 AMRAAM (muntats als punts fort semi-adossats de sota el fuselatge)
- Altres:

Fins a 2 dipòsits de combustible externs (o 4 si es prescindeix dels 4 Skyflash/AMRAAM).Aviònica

- Radar GEC-Marconi/Ferranti AI.24 Foxhunter